# L'esclusa
L'esclusa è il primo romanzo di Luigi Pirandello. Finito di scrivere nel 1893, col titolo originario Marta Ajala, fu pubblicato dapprima a puntate sul quotidiano La Tribuna di Roma, dal 29 giugno al 16 agosto 1901, col titolo definitivo. Fu ripubblicato in volume nel 1908, per gli editori Fratelli Treves con una lettera dedicata a Luigi Capuana, nella quale l'autore espresse come ogni volontà sia esclusa, anche quando i personaggi sembrano lasciati vivere nell'illusione di agire consapevolmente. Il testo definitivo, approvato dell'Autore, apparve nel 1927. 
Lavorando sullo sfondo tipico della letteratura del Verismo, ricca di dinamiche sociali ben descritte nei loro pregiudizi e nelle loro sanzioni, ma già proiettato sulle tematiche pirandelliane della duplicità e dello sradicamento dei personaggi.
Pirandello racconta una vicenda paradossale: nel dramma esistenziale del contrasto tra sostanza e apparenza, delle contraddizioni della natura umana, all'arte spetta arbitrariamente armonizzare e razionalizzare la realtà. Ne emerge quel relativismo conoscitivo, ovvero l'impossibilità per ogni individuo di ricavare una visione oggettiva della realtà. La protagonista viene cacciata di casa dal marito: egli sospetta, ingiustamente, che la donna lo stia tradendo. L'uomo è fermamente certo che escludere la moglie adultera sia la cosa migliore, almeno in un primo momento. Poi, afflitto dai sensi di colpa, lui la farà ritornare. Ma, ecco la sorpresa: la donna, finalmente perdonata, ha consumato veramente il tradimento coniugale.
È quindi evidente che entrambi i personaggi sono certi di possedere la verità, dimostrando l'inesistenza di una realtà oggettiva univoca e veritiera. Inoltre, il romanzo "gira" attorno ad un motto in latino: "NIHIL-MIHI-CONSCIO" (presente alla fine di quasi tutte le lettere dell'Alvignani), ispirato ad un'espressione presente nelle Epistole di Orazio, che letteralmente significa: «Non mi rimprovero di nulla, non ho rimorso di nulla».

## Trama
Marta è una giovane donna sposata con Rocco Pentagora. Il marito, dopo aver scoperto alcune lettere inviatele da un ammiratore (Gregorio Alvignani), l'accusa, ma ingiustamente, di adulterio e la caccia da casa. Per l'abbandono da parte del marito, ella è disprezzata e rifiutata da tutti. Il padre si isola nella sua camera e muore proprio quando Marta, che è incinta, va incontro a un parto piuttosto difficile. Purtroppo muore anche il neonato. Così, in aggiunta al dramma familiare, la famiglia soffre anche l'ingiusto rifiuto da parte della gente del paese, che ormai è al corrente dei fatti accaduti. Dopo la morte del padre la conceria è quindi affidata a Paolo Sistri, nipote della madre di Marta, ma l'attività fallisce e la famiglia cade in miseria. Marta comincia a studiare e, pur non essendo appoggiata dall'ex marito Rocco, ma sostenuta dalla madre Agata e dall'unica amica rimasta, Anna Veronica, partecipa al concorso per il posto di maestra nella scuola dell'istituto.
Marta vince il concorso, ma è esclusa e sostituita da una raccomandata. La madre decide di parlare col direttore della scuola, che chiede aiuto ad Alvignani per far riavere il posto a Marta. Nonostante ciò, Marta è avversata dalle colleghe, dalle alunne e dalle loro famiglie, che le rendono la vita impossibile. Il direttore, aiutato dall'oramai deputato Alvignani, trova di nuovo una soluzione, trasferendo Marta a Palermo con la sorella e la madre.
La vita migliora molto a Palermo: nessuno conosce la loro storia e a scuola Marta può inserirsi bene, anche se molti colleghi le fanno la corte. Durante il soggiorno palermitano, Marta incontra nuovamente l'Alvignani e i due iniziano una relazione, anche se Marta non lo ama. Marta rimane incinta e non sa cosa fare: non può andare a Roma con l’Alvignani, ma non può neanche tornare con Rocco, che nel frattempo — dopo essere scampato al tifo — si è deciso a riprenderla con sé. Marta decide che la soluzione migliore è il suicidio, permettendo però a Rocco di “riparare” i danni subiti sposando Maria, la sorella di Marta. Quando giunge il momento di rivelare la decisione a Rocco, la madre di lui, che vive da sola a Palermo dopo essere stata anche lei accusata d'infedeltà e ripudiata dal marito, ha un improvviso tracollo. Marta chiama subito Rocco e, quando arriva, i due vegliano insieme le ultime ore della madre. Davanti al capezzale della madre Marta rivela tutto a Rocco, che però è ancora deciso a riabbracciarla, nonostante questa volta il tradimento si sia effettivamente consumato e nonostante l’incertezza di Marta, che si vede nuovamente rinchiusa in una vita infelice con Rocco. Il romanzo si chiude con un abbraccio tra i due che presuppone il loro riavvicinamento.

## Personaggi

### Maria
Maria, la sorella di Marta, è una ragazza sensibile e, come definita dalla stessa Marta, saggia. Anche se non lo dimostra esplicitamente è una donna forte perché si è trovata un'onta sul suo futuro: non potrà avere marito, ha scarse possibilità di emanciparsi (anche se probabilmente non era suo desiderio). Nonostante questo, non tenta né di reagire né di lamentarsi o accusare, ma cade nello sconforto assoluto, alimentato dalla morte del padre. Si affida ai valori della religione e alla sua passione più grande: la musica. Non gioca un ruolo fondamentale nella narrazione: non interagisce con altri personaggi e Pirandello dà poco peso ai suoi sentimenti.

### Agata Ajala
Agata, la madre di Marta e Maria, è piuttosto conservatrice o meglio, si è adattata alle abitudini conservatrici del tempo. Come la figlia anche lei è molto legata alla religione e tenta di dare una spiegazione alle disgrazie tramite essa. Dopo la disgrazia si vergogna di andare in giro, di essere guardata dalla gente del paese e non vuole sentire i commenti dei vicini. Si rassegna a qualsiasi cosa accada e, nonostante trovi quasi sempre una soluzione spesso non dimostra di voler tirare su l'“onore” della famiglia, ma di stare a subire le disgrazie.
correre in un baleno quella via che le pareva interminabile.

La signora Ajala già da un pezzo aveva imparato a misurare ogni dispiacere, ogni dolore, non per sé stesso, che le sarebbe parso poco o niente, ma in considerazione delle furie che avrebbe suscitato nel marito.

Marta avrebbe dovuto starsene rassegnata e dimessa, ad aspettare giustizia dal tempo.»

### Marta
Marta è una donna forte, che reagisce al sopruso ricevuto.
Non sopporta che il fatto di essere guarita dalla malattia sia stata una fortuna, ma nonostante questo decide lo stesso di riscattare la famiglia: sia per propria emancipazione sia per dimostrare di essere in grado di sostentare una famiglia; odia il padre perché, a differenza di lei, non ha saputo reagire all'ingiustizia e si è abbandonato. Odia i conservatori, perché i conservatori odiano lei, e nonostante la madre, Maria e Anna Veronica abbiano ancora fede nella chiesa ed in Dio, soprattutto quando viene sorteggiata per la consegna della Madonna, Marta non vede segni del destino o aiuti da Dio ma crede solo nella sua capacità di potersi ancora realizzare. Ama gli studi e il fatto di averli abbandonati così presto la ferisce, è nostalgica ma quando viene importunata dalle sue ex amiche non si offende ma continua la sua "battaglia".
Non vuole far trasparire i suoi sentimenti interni e, soprattutto, non vuole comunicarli: non si sfoga con nessuno se non piangendo (sola). Non accetta il fatto di essere compatita.
Marta invece pensava all'incontro con le antiche compagne, e non si dava col pensiero tanta fretta di tirarsi via.

Chi sa che dicono di me...

Lasciale cantare! - le rispose Eufemia

Non consolatemi...

Era paga: aveva vinto; sentiva di far bene, e le piaceva di vivere.»

### Anna Veronica
Unica amica rimasta a Marta, Anna Veronica è il futuro che si sarebbe aspettata la protagonista se non avesse deciso di ribellarsi, costretta a portare un velo nero come marchio, non solo fisico (in questo caso il velo) ma anche psicologico: è ripudiata dal paese o da chiunque conosca la sua vicenda le uniche amiche rimaste sono Marta, Maria e Agata. Spesso consola le sue amiche ed è l'unica persona le cui parole di biasimo sono accettate non perché dette per compiacimento ma perché è a conoscenza della loro situazione, in quanto anche lei ha subito una situazione analoga. Anche lei come altri personaggi del libro è molto legata alla religione.
Citazioni:

### Rocco Pentagora
Marito di Marta. Fomentato dal padre e dalla sua posizione, reagisce eccessivamente alla lettera dell'Alvignani passando a conclusioni affrettate; pentendosi lui stesso, sia alla fine quando pare che si rappacifichi con Marta, sia quando viene a sapere della morte di Francesco Ajala. Critica suo padre perché l'ha offeso, dicendogli di far parte di una famiglia che subisce tradimenti da sempre, e anche perché ha insultato Marta.

### Francesco Ajala
È, assieme a Maria e Anna, un personaggio secondario. Le uniche descrizioni forniteci dall'autore sono una sequenza riflessiva della moglie, che delineano un personaggio dal carattere impulsivo e irascibile, di ideali e valori conservatori; si pone l'accento sul suo particolare attaccamento alle piccolezze, che tuttavia rimanda a una più generale attenzione per il mantenimento dell'ordine in casa e del rispetto nei propri confronti.
Un nonnulla bastava di tanto in tanto a farlo scattare selvaggiamente. [...] Ma bisognava vedere che cosa importasse per lui, per il marito, quel guasto o quella rottura. Una mancanza di riguardo, non all'oggetto che valeva poco o nulla, ma a lui, a lui che l'aveva comprato»

## Stile e linguaggio
I romanzi di Pirandello sono caratterizzati da accurate descrizioni dei personaggi e dei luoghi, alternando descrizioni oggettive ad altre soggettive, ricche di caratterizzazione.
Nell'esporre il carattere, l'autore predilige l'aspetto psicologico (abitudini, gusti, rapporti con gli altri), quello sociale (tenore di vita, interessi), e quello culturale (convinzioni e ideali). Fa uso anche di tecniche diverse: utilizza l'aspetto fisico per caratterizzare i personaggi, ad esempio descrivendo Marta dice che ha gli occhi velati, che fanno pensare ad un senso di tristezza; altre volte si serve della focalizzazione interna, ovvero la descrizione di un personaggio da parte di un altro: è il caso di Agata che tratteggia la figura del marito.
Il linguaggio è caratterizzato dal dialetto e dall'iperbole (Piazza internazionale, riferendosi alla fronte del signor Madden), ricorre sovente alle metafore o a delle similitudini per arricchire le descrizioni.
Alterna sequenze descrittive a quelle riflessive, ma con relativamente poche sequenze narrative.

## Edizioni
- Luigi Pirandello, Esclusa, Milano, Fratelli Treves, 1919. URL consultato il 9 aprile 2015.
- Luigi Pirandello, L'esclusa, collana Classici moderni, Arnoldo Mondadori Editore, 2001.